# Judenfrei
- Estonia: 963 ejecuciones y declarada "Judenfrei"
- Letonia: 35.238 ejecuciones
- Lituania: 136.421 ejecuciones
- Bielorrusia: 41.828 ejecuciones
- Rusia: 3.600 ejecuciones

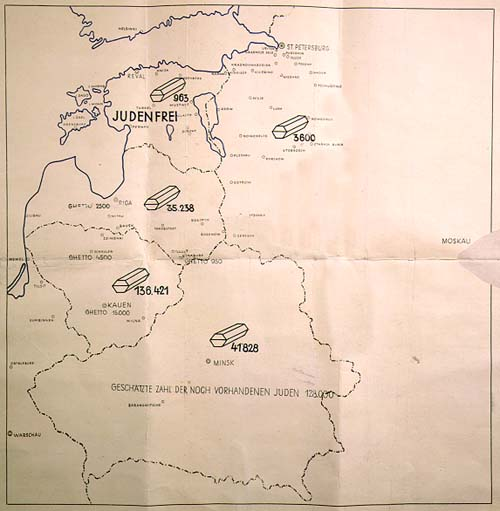
Mapa alemán que muestra el número de judíos ejecutados por el Einsatzgruppe A.

Judenfrei (en idioma alemán, "libre de judíos") era un término empleado en la Alemania Nazi para designar un área libre de presencia judía.
Mientras que Judenfrei se refería meramente a un área libre de la presencia de ciudadanos judíos, también se empleaba en ocasiones el término Judenrein (literalmente, "limpio de judíos"). Este término tenía la connotación más fuerte de que toda traza de sangre judía había sido purgada.

## Lugares declarados Judenfrei
Durante el "Holocausto", lugares, pueblos, ciudades y regiones fueron declarados Judenfrei.
- Gelnhausen, Alemania – declarada Judenfrei el 1 de noviembre de 1938 por el diario propagandístico Kinzigwacht después de que su sinagoga fuera cerrada y los judíos locales restantes fueran forzados a abandonar la ciudad.[1]
- Luxemburgo durante la ocupación alemana – declarado Judenfrei por la prensa el 17 de octubre de 1941.[2]
- Estonia durante la ocupación alemana– diciembre de 1941.[3] Declarada Judenfrei en la Conferencia de Wannsee el 20 de enero de 1942.[4]
- Serbia/Belgrado durante la ocupación alemana – declarada Judenfrei en agosto de 1942[5][6][7][8]
- Viena – declarada Judenfrei por Alois Brunner el 9 de octubre de 1942
- Berlín – declarada Judenfrei el 19 de mayo de 1943[9]